# Род-Айлендская школа дизайна
Род-Айлендская школа дизайна (англ. Rhode Island School of Design, сокр. RISD) — американская частная школа искусства и дизайна в Провиденсе, штат Род-Айленд.
Была основана в 1877 году. В настоящее время предлагает программы бакалавриата и магистратуры по 19 специальностям.
Кампус школы расположен в пригороде Провиденса Колледж-Хилл и прилегает к кампусу Университета Брауна. Контингент Род-Айлендской школы дизайна включает 181 штатных и 421 внештатных (с частичной занятостью) преподавателей, около 2000 студентов и порядка 500 аспирантов.

## История
Для Всемирной выставки 1876 года в Филадельфии, была создана женская группа Centennial Women, которая собирала средства для отдельного женского павильона, демонстрирующего работы женщин той эпохи. Немногим более чем за год было собрано более 10 000 долларов. Сам женский павильон на Всемирной выставке успешно освещал «экономическое право женщин на самообеспечение» («economic right to self-sufficiency») и включал экспонаты недавно созданных школ дизайна, представлял новые патентов женщин-предпринимателей и библиотеку, содержащую книги, написанные только женщинами. Род-Айлендская группа Centennial Women представила в библиотеку газету «Herald of the Century».

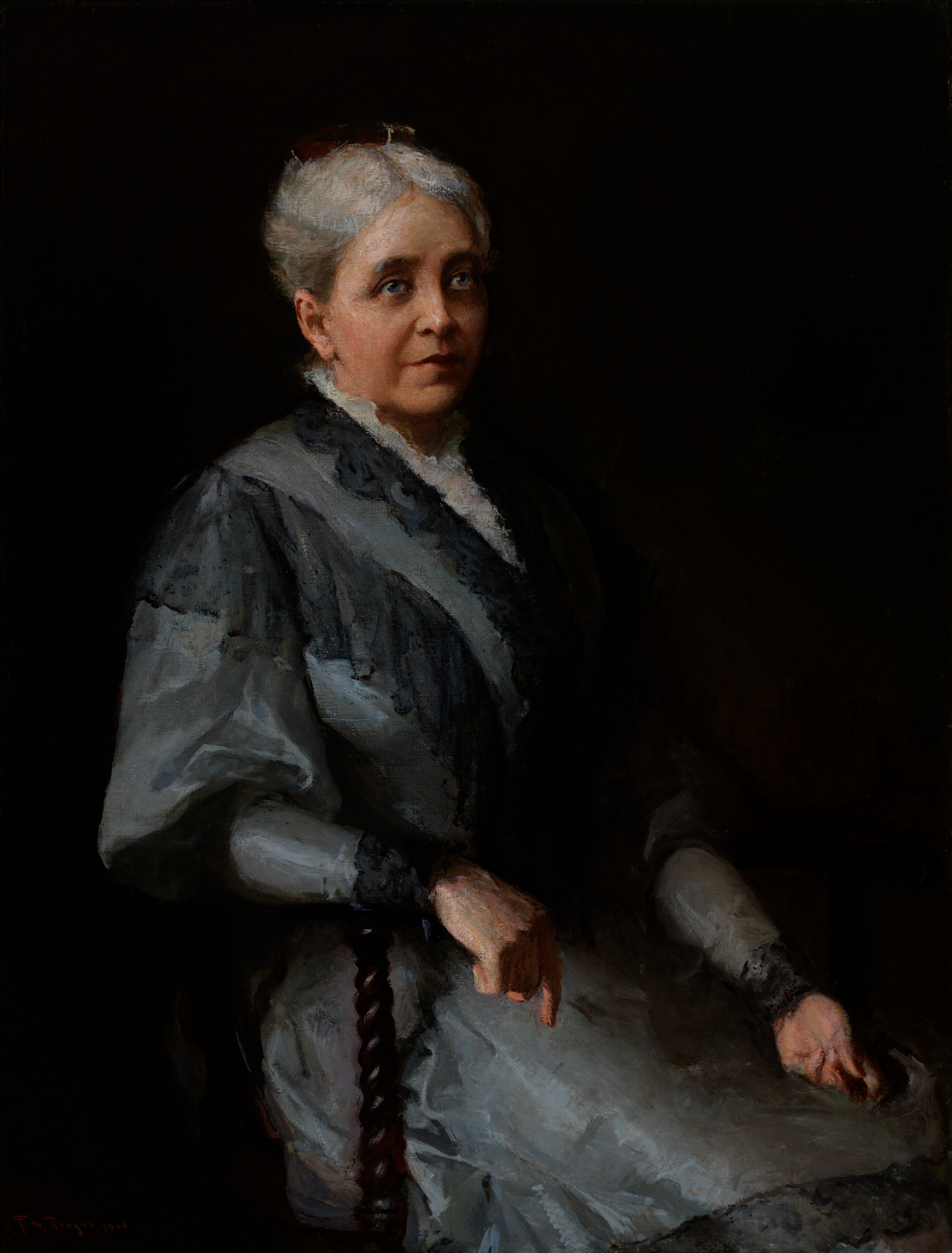
Портрет Хелен Меткалф работы Фрэнка Бенсона

В конце Всемирной выставки у Centennial Women осталось 1675 долларов, и они решили потратить их на то, чтобы увековечить свои достижения. Хелен Меткалф предложила группе направить деньги на создание художественной школы в Провиденсе. Это предложение было одобрено большинством членов 11 января 1877 года, и школа была зарегистрирована 22 марта 1877 года. Она открыла свои двери следующей осенью в Hoppin Homestead в центре города Провиденса, штат Род-Айленд.
С 2015 года президентом Род-Айлендской школы дизайна является Розанна Сомерсон.
В 2018 году это учебное учреждение было названо Forbes среди лучших американских колледжей.